# Pareldwergfazant
De pareldwergfazant (Galloperdix lunulata) is een vogel uit de familie fazantachtigen (Phasianidae). De wetenschappelijke naam van de soort werd voor het eerst geldig gepubliceerd in 1825 door Valenciennes.

## Voorkomen
De soort is endemisch in India.

## Beschermingsstatus
Op de Rode Lijst van de IUCN heeft de soort de status niet bedreigd.